# Potenční algebra
Potenční algebra je matematický pojem používaný v teorii množin pro strukturu prvků potenční množiny spolu s operacemi průniku, sjednocení, doplňku a spolu s uspořádáním relací {\displaystyle \subseteq \,\!} ("být podmnožinou").

## Příklady
V dalších částech tohoto článku budou jako příklady potenční algebry nejčastěji použity následující dvě množiny:
- {\displaystyle \mathbb {P} (3)=\{0,\{0\},\{1\},\{2\},\{0,1\},\{0,2\},\{1,2\},\{0,1,2\}\}\,\!} - potenční množina ordinálního čísla 3
- {\displaystyle \mathbb {P} (\omega )\,\!} - potenční množina ordinálního čísla {\displaystyle \omega \,\!} , tedy množina všech podmnožin množiny všech přirozených čísel

## Uspořádání inkluzí
Uspořádání relací „být podmnožinou“ na potenční množině je příkladem uspořádání, kde každá množina (a to dokonce ani dvouprvková) nemusí mít největší prvek, ani nejmenší prvek. Není to tedy lineární uspořádání, ani dobré uspořádání.
Příklad:

Množina {\displaystyle \{\{1\},\{0,2\}\}\,\!} nemá v {\displaystyle \mathbb {P} (3)\,\!} největší, ani nejmenší prvek - její prvky jsou nesrovnatelné pomocí relace {\displaystyle \subseteq \,\!} .

Naproti tomu má každá množina vzhledem k {\displaystyle \subseteq \,\!} své infimum a své supremum - jsou to průnik a sjednocení této množiny.
- {\displaystyle sup_{\subseteq }\{a,b\}=a\cup b}
- {\displaystyle inf_{\subseteq }\{a,b\}=a\cap b}

Obecněji (pro všechny množiny, nejen dvouprvkové):
- {\displaystyle sup_{\subseteq }(A)=\bigcup A}
- {\displaystyle inf_{\subseteq }(A)=\bigcap A}

To znamená, že (podle prvních dvou vztahů) je potenční algebra svaz a to dokonce (podle druhých dvou vztahů) úplný svaz.
Příklady:

Množina {\displaystyle \{\{1\},\{0,2\}\}\,\!} má v {\displaystyle \mathbb {P} (3)\,\!} infimum {\displaystyle \{1\}\cap \{0,2\}=\emptyset \,\!} a supremum {\displaystyle \{1\}\cup \{0,2\}=\{0,1,2\}\,\!}

Nekonečná množina všech nekonečných aritmetických posloupností s krokem větším než 1 a začínajících číslem 7

{\displaystyle \{\{7,9,11,\ldots \},\{7,10,13,\ldots \},\{7,11,15,\ldots \},\ldots \}\,\!}

má v {\displaystyle \mathbb {P} (\omega )\,\!} infimum {\displaystyle \{7\}\,\!} a supremum {\displaystyle \{7,9,10,11,12,13,14,\ldots \}\,\!} .

## Operace součinu a součtu
Označíme-li výše uvedené infimum jako součin a supremum jako součet, dostáváme dvě algebraické operace na potenční algebře:
- {\displaystyle a\cdot b=inf_{\subseteq }\{a,b\}=a\cap b\,\!}
- {\displaystyle a+b=sup_{\subseteq }\{a,b\}=a\cup b\,\!}

Snadno se dá ověřit, že tyto operace splňují vše, co od algebraického součtu a součinu běžně očekáváme - jsou komutativní, asociativní, navíc je součin vůči součtu distributivní
- {\displaystyle a+b=b+a\,\!}
- {\displaystyle a\cdot b=b\cdot a\,\!}
- {\displaystyle a+(b+c)=(a+b)+c\,\!}
- {\displaystyle a\cdot (b\cdot c)=(a\cdot b)\cdot c\,\!}
- {\displaystyle a\cdot (b+c)=(a\cdot b)+(a\cdot c)\,\!}

Příklady:
- {\displaystyle \{0,1\}+\{1,2\}=\{0,1\}\cup \{1,2\}=\{0,1,2\}\,\!}
- {\displaystyle \{0,1\}\cdot \{1,2\}=\{0,1\}\cap \{1,2\}=\{1\}\,\!}
- {\displaystyle \{2,4,6,8,10,\ldots \}+\{2,4,8,16,32,\ldots \}=\{2,4,6,8,10,\ldots \}\cup \{2,4,8,16,32,\ldots \}=\{2,4,6,8,10,\ldots \}\,\!}
- {\displaystyle \{2,4,6,8,10,\ldots \}\cdot \{2,4,8,16,32,\ldots \}=\{2,4,6,8,10,\ldots \}\cap \{2,4,8,16,32,\ldots \}=\{2,4,8,16,32,\ldots \}\,\!}

## Neutrální prvky operací součtu a součinu
Obě operace (součin i součet) mají v potenční algebře neutrální prvek - pro součet je to prázdná množina, pro součin je to celá množina, na jejíž potenční algebře se pohybujeme, Tak, jak je zvykem u běžného součtu a součinu, jsou tyto neutrální prvky označovány symboly {\displaystyle 0\,\!} a {\displaystyle 1\,\!}. Platí pro ně následující vztahy (které se opět dají snadno odvodit - stačí dosadit si za součin průnik a za součet sjednocení):
- {\displaystyle a\cdot 1=1\cdot a=a\,\!}
- {\displaystyle a+0=0+a=a\,\!}
- {\displaystyle a+1=1+a=1\,\!}
- {\displaystyle a\cdot 0=0\cdot a=0\,\!}

## Operace rozdílu
Označíme-li pro potenční algebru na množině {\displaystyle X\,\!} jako opačný prvek množiny její množinový doplněk do X, tj. 

{\displaystyle -a=X-a\,\!}
získáváme unární operaci nápadně podobnou logické negaci:
- {\displaystyle a\cdot (-a)=0\,\!}
- {\displaystyle a+(-a)=1\,\!}
- {\displaystyle -(-a)=a\,\!}
- {\displaystyle -0=1\,\!}
- {\displaystyle -1=0\,\!}

Příklady:
- na {\displaystyle \mathbb {P} (3)\,\!} platí {\displaystyle -\{1\}=\{0,2\}\,\!}
- na {\displaystyle \mathbb {P} (\omega )\,\!} platí {\displaystyle -\{0,2,4,6,\ldots \}=\{1,3,5,\ldots \}\,\!}

## Použití
Potenční algebra je prostředím pro velkou část úloh, kterými se zabývá problematika filtrů a ultrafiltrů a vlastně celá nekonečná kombinatorika. Vnoření množiny racionálních čísel do vlastní potenční množiny a následný výběr vhodných prvků potenční algebry je používán při konstrukci množiny reálných čísel pomocí Dedekindových řezů.